# Herminia subnubila
Herminia subnubila är en fjärilsart som beskrevs av John Henry Leech. Herminia subnubila ingår i släktet Herminia och familjen nattflyn. Inga underarter finns listade i Catalogue of Life.